# Epedanus brevipalpus
Epedanus brevipalpus is een hooiwagen uit de familie Epedanidae.